# HMS B11
HMS B11 – brytyjski okręt podwodny typu B. Zbudowany w latach 1905–1906 w stoczni Vickers w Barrow-in-Furness, gdzie okręt został wodowany 21 lutego 1906 roku. Rozpoczął służbę w Royal Navy 11 lipca 1906 roku.
W grudniu 1913 roku dowódcą okrętu został mianowany Norman Douglas Holbrook. Po wybuchu I wojny światowej okręty B6, B7, B8, B9, B10 i B11 zostały skierowane najpierw do Gibraltaru, a następnie na Morze Śródziemne.
W 1914 roku B11 stacjonował na Malcie przydzielony do HMS „Egmont”, pod dowództwem Lt. Samuela M.G. Gravenera, a następnie w porcie Mudros na wyspie Limnos.
HSM B11 był pierwszym brytyjskim okrętem podwodnym, który z powodzeniem przeszedł zaporę na wejściu na Morze Marmara. 13 grudnia 1914 roku ta niewielka jednostka przeznaczona do działań przybrzeżnych zatopiła turecki pancernik „Mesudiye” o wyporności 9250 ton. „Mesudiye” został trafiony jedną torpedą z odległości około 800 m. W ciągu kilkunastu minut zatonął. Tylko z powodu tego, że w chwili ataku znajdował się bardzo blisko brzegu, z ponad 670-osobowej załogi zginęło tylko 37 oficerów i marynarzy. Po powrocie do bazy w Mudros Holbrook został okrzyknięty bohaterem – w ciągu następnych tygodni jego wyczyn opisywały wszystkie główne gazety brytyjskie. Do chwili zatopienia pancernika „Mesudiye”, okręty podwodne typu B były uważane za przestarzałe i ich niewielkie rozmiary oraz parametry techniczne powodowały, że ten typ okrętów był przeznaczany głównie do działań pomocniczych. Zwycięska akcja Holbrooka i jego załogi pokazała, że tak nie jest i mogą one być skuteczną bronią. Za zatopienie pancernika „Mesudiye” Norman Douglas Holbrook został odznaczony Krzyżem Wiktorii (jako pierwszy z marynarzy pływających na okrętach podwodnych) oraz Distinguished Service Order. Pozostali członkowie załogi zostali odznaczenia Distinguished Service Cross lub Distinguished Service Medal. Na cześć Normana Douglasa Holbrooka nazywające się do 24 sierpnia 1915 roku miasteczko Germantown w Nowej Południowej Walii zostało przemianowane na Holbrook.
W końcowej fazie wojny okręt wraz z B6, B7, B8 i B9 zostały przebudowane na przybrzeżne jednostki patrolowe. Zdemontowano silnik elektryczny oraz przebudowano kiosk. 
Po zakończeniu działań wojennych w 1919 roku okręt został sprzedany do Włoch i zezłomowany.